# Taeniolethrinops cyrtonotus
Taeniolethrinops cyrtonotus è un pesce d'acqua dolce appartenente alla famiglia dei ciclidi, endemico di zone del lago Malawi a fondo sabbioso e profondità dai 20 ai 60 metri. Questa specie può raggiungere una lunghezza di 11,2 centimetri.